# Атаян, Эдуард Рафаелович
Эдуард Рафаелович Атаян (10 февраля 1932, Ереван — 1 января 2002, Ереван) — советский и армянский философ, лингвист. Доктор философских наук (1984 год), профессор (1986 год), академик НАН РА (1996 год, член-корреспондент с 1986 года). Сын прозаика, литературоведа Рафаэля Атаяна.

## Биография
Родился в 1932 году в Ереване. В 1957 году Окончил Ереванский институт иностранных языков, аспирантуру ЕГУ по специальности «общее языкознание».
С 1957 по 1962 год работал в Брюсовском институте ЕГУ, с 1962 года преподаватель кафедры романо-германской филологии.
В 1962—1968 годах — доцент этой кафедры, 1972—1977 годах — заведующий кафедрой романо-германской филологии, 1986—1987 годах — профессор кафедры общего языкознания, с 1987 года — профессор кафедры типологии языков, теории, методологии русского языка. В 1993 году он возглавил эту кафедру.
Кандидат филологических наук (1965), доктор философских наук (1984), член-корреспондент АН Армянской ССР (1986), действительный член Национальной академии наук Республики Армения (1996). С 1993 года он был академиком-вице-президентом Армянской философской академии.
Атаян является автором многих лингвистических, философских и семиотических работ, в которых упоминается структурный синтаксис языка. Среди них монографии: «Предмет структурного синтаксиса — основные концепции» (1968), «Концепции организации и функционирования языковой сферы» (1976), «Внутреннее представление языкового мира — внешнее отношение» (1981), «Свобода как идея как реальность» (1992) «Болезнь здоровых. Природа лишения свободы» (1997 г). Написал около 60 научных работ, ряд публицистических статей, занимался переводами.
Суть философии Атаяна — право человека свободно творить. Согласно Атаяну, свобода обеспечивает диалектическое единство необходимости и случайности. Семиотический анализ философии свободы дополняется психологическим исследованием. В центре внимания Атаяна находится психология личности (а также национального сообщества). («Свобода как идея как реальность», 1992 год, на русском языке, «Болезнь здоровых: характеристики заключения — типология», 1997 год, на русском языке, «Свобода души», 2005 год).
Мемориальная доска памяти Эдуарда Атаяна установлена на стене дома на улице Абовяна 31 в Ереване.